# Sonet 89 (William Szekspir)

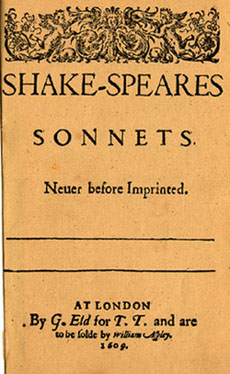
Strona tytułowa pierwszego wydania sonetów Shakespeare’a

Sonet 89 (Mów, że mnie rzuczasz, gdyż mam wady znaczne) – jeden z cyklu sonetów autorstwa Williama Shakespeare’a. Po raz pierwszy został opublikowany w 1609 roku.

## Treść
W sonecie tym podmiot liryczny, którego część badaczy utożsamia z autorem, porusza problem powodu rozstania pary kochanków. Deklaruje, że jest gotowy zrobić wszystko dla tajemniczego młodzieńca, gdyż nadal pała do niego uczuciem. Jest jednocześnie gotowy do uznania własnych wad, byle odzyskać miłość młodego człowieka.